# 陈家乡 (广元市)
陈家乡，是中华人民共和国四川省广元市朝天区曾经下辖的一个乡。2019年12月，撤销陈家乡，将其所属行政区域划归朝天镇管辖。

## 行政区划
陈家乡撤销前下辖以下地区：
银光村、柿子岭村、天井村、青鹿村、松广村、青坪村、红坪村和梯子岩村。